# Talvin DeMachio
Talvin DeMachio (2 de agosto de 1971, Manassas) es un acompañante sexual retirado y actor pornográfico estadounidense que aparece en películas pornográficas de temática gay.

## Premios y nombramientos
- De 1997 Men in Video Awards - ganador de Mejor artista revelación.[1]
- 2000 Cortante de los Premios de la nominación a Mejor Grupo de la Escena en "Bang!".[2]
- 2001 GayVN Awards nominación para el Mejor  Escena en Grupo en "Bang!".[3][4]
- 2006 Internacional Escort Awards - ganador - Mejor Acompañante en General.[5]
- 2008 International Escort Awards Premios - nominación a Mejor Escolta en página Web.[6]
- 2009 International Escort Awards - nominación - Mejor Acompañante.[7][8]